# Cristiano Piccini
Cristiano Piccini, né le 26 septembre 1992 à Florence, est un footballeur italien. Il évolue au poste de défenseur latéral droit à l'UC Sampdoria.

## Biographie

### Carrière en club

#### AS Livourne (2013-2014)
Il dispute 20 matchs en Serie A italienne avec le club de Livourne lors de la saison 2013-2014.

#### Sporting Portugal (2017-2018)
Le 18 mai 2017, il s'engage avec le Sporting Portugal pour 5 saisons. 

#### Valence CF (2018-2020)
Après avoir évolué avec le Betis Séville, Cristiano Piccini quitte le Sporting Portugal et s'engage avec le Valence CF le 23 juillet 2018 pour un montant d'environ 10 millions d'euros.

#### Atalanta Bergame (2020-2021)
Le 10 septembre 2020, il s'engage avec l'Atalanta Bergame.

### Sélection
Cristiano Piccini joue en équipe d'Italie des moins de 19 ans, des moins de 20 ans, et reçoit une sélection avec les espoirs.
Piccini est appelé en équipe A de l'Italie en octobre 2018.

## Statistiques

### En club
| Saison                | Club                         | Championnat           | Championnat | Championnat | Coupe nationale | Coupe nationale | Coupe de la Ligue | Coupe de la Ligue | Supercoupe | Supercoupe | Compétition(s) continentale(s) | Compétition(s) continentale(s) | Compétition(s) continentale(s) | Total | Total |
| Saison                | Club                         | Division              | M.          | B.          | M.              | B.              | M.                | B.                | M.         | B.         | Comp.                          | M.                             | B.                             | M.    | B.    |
| 2010-2011             | ACF Fiorentina               | Serie A               | 1           | 0           | -               | -               | -                 | -                 | -          | -          | -                              | -                              | -                              | 1     | 0     |
| Sous-total            | Sous-total                   | Sous-total            | 1           | 0           | -               | -               | -                 | -                 | -          | -          | -                              | -                              | -                              | 1     | 0     |
| 2011-2012             | Carrarese Calcio 1908 (prêt) | Serie C               | 32          | 1           | -               | -               | -                 | -                 | -          | -          | -                              | -                              | -                              | 32    | 1     |
| Sous-total            | Sous-total                   | Sous-total            | 32          | 1           | -               | -               | -                 | -                 | -          | -          | -                              | -                              | -                              | 32    | 1     |
| 2012-2013             | Spezia Calcio (prêt)         | Serie B               | 30          | 0           | -               | -               | -                 | -                 | -          | -          | -                              | -                              | -                              | 30    | 0     |
| Sous-total            | Sous-total                   | Sous-total            | 30          | 0           | -               | -               | -                 | -                 | -          | -          | -                              | -                              | -                              | 30    | 0     |
| 2013-2014             | AS Livourne (prêt)           | Serie A               | 20          | 0           | 1               | 0               | -                 | -                 | -          | -          | -                              | -                              | -                              | 21    | 0     |
| Sous-total            | Sous-total                   | Sous-total            | 20          | 0           | 1               | 0               | -                 | -                 | -          | -          | -                              | -                              | -                              | 21    | 0     |
| 2014-2015             | Betis Séville                | Segunda División      | 12          | 0           | 3               | 0               | -                 | -                 | -          | -          | -                              | -                              | -                              | 15    | 0     |
| 2015-2016             | Betis Séville                | Liga                  | 16          | 0           | 2               | 0               | -                 | -                 | -          | -          | -                              | -                              | -                              | 18    | 0     |
| 2016-2017             | Betis Séville                | Liga                  | 23          | 2           | 2               | 1               | -                 | -                 | -          | -          | -                              | -                              | -                              | 25    | 3     |
| Sous-total            | Sous-total                   | Sous-total            | 51          | 2           | 7               | 1               | -                 | -                 | -          | -          | -                              | -                              | -                              | 58    | 3     |
| 2017-2018             | Sporting Portugal            | Liga NOS              | 24          | 0           | 2               | 0               | 4                 | 0                 | -          | -          | C1+C3                          | 7+3                            | 0+0                            | 40    | 0     |
| Sous-total            | Sous-total                   | Sous-total            | 24          | 0           | 2               | 0               | 4                 | 0                 | -          | -          | -                              | 10                             | 0                              | 40    | 0     |
| 2018-2019             | Valence CF                   | Liga                  | 23          | 1           | 7               | 0               | -                 | -                 | -          | -          | C1+C3                          | 3+5                            | 0+0                            | 38    | 1     |
| 2019-2020             | Valence CF                   | Liga                  | 2           | 0           | -               | -               | -                 | -                 | -          | -          | C1                             | -                              | -                              | 2     | 0     |
| 2020-2021             | Valence CF                   | Liga                  | 3           | 0           | -               | -               | -                 | -                 | -          | -          | -                              | -                              | -                              | 3     | 0     |
| 2021-2022             | Valence CF                   | Liga                  | 6           | 1           | 2               | 0               | -                 | -                 | -          | -          | -                              | -                              | -                              | 8     | 1     |
| Sous-total            | Sous-total                   | Sous-total            | 34          | 2           | 9               | 0               | -                 | -                 | -          | -          | -                              | 8                              | 0                              | 51    | 2     |
| 2020-2021             | Atalanta Bergame (prêt)      | Serie A               | 1           | 0           | -               | -               | -                 | -                 | -          | -          | C1                             | -                              | -                              | 1     | 0     |
| Sous-total            | Sous-total                   | Sous-total            | 1           | 0           | 7               | 0               | -                 | -                 | -          | -          | -                              | 8                              | 0                              | 16    | 0     |
| Total sur la carrière | Total sur la carrière        | Total sur la carrière | 193         | 5           | 19              | 1               | 4                 | 0                 | -          | -          | -                              | 18                             | 0                              | 234   | 6     |

### En sélection nationale
| Saison                | Sélection             | Phases finales        | Phases finales | Phases finales | Phases finales | Éliminatoires | Éliminatoires | Éliminatoires | Matchs amicaux | Matchs amicaux | Matchs amicaux | Total | Total | Total |
| Saison                | Sélection             | Compétition           | M              | B              | Pd             | M             | B             | Pd            | M              | B              | Pd             | M     | B     | Pd    |
| --------------------- | --------------------- | --------------------- | -------------- | -------------- | -------------- | ------------- | ------------- | ------------- | -------------- | -------------- | -------------- | ----- | ----- | ----- |
| 2018-2019             | Italie                | Ligue des nations     | 1              | 0              | 0              | 1             | 0             | 0             | 1              | 0              | 0              | 3     | 0     | 0     |
| Total sur la carrière | Total sur la carrière | Total sur la carrière | 1              | 0              | 0              | 1             | 0             | 0             | 1              | 0              | 0              | 3     | 0     | 0     |

## Palmarès
|  |  | Betis Séville - Segunda División - Champion : 2015 |  | Sporting Portugal - Coupe du Portugal - Finaliste : 2018 - Coupe de la Ligue - Vainqueur : 2018 |  | Valence CF - Coupe d'Espagne - Vainqueur : 2019 |